# Buona fortuna/Lascia che sia
Buona fortuna/Lascia che sia è un 45 giri dei Pooh, pubblicato nel 1981 come secondo singolo estratto dall'album omonimo.

## Brani
- Buona fortuna (Facchinetti-D'Orazio) - 3:48  Voce principale: Dodi, Red, Roby, Stefano.

È un brano incalzante caratterizzato dall'alternarsi dei ritmi 4/4 e 5/4, cantato a quattro voci alternate. Descrive scherzosamente un artista istrione e un po' egocentrico. Il brano è stato per alcuni mesi la sigla finale dell'edizione 1981-1982 di Discoring.
- Lascia che sia (Facchinetti-D'Orazio) - 3:54  Voci soliste: Dodi e Roby.

È una romantica e velata canzone d'amore il cui testo venne da D'Orazio; come in Che ne fai di te, si ritrova alla fine un intervento solistico di Battaglia.
Entrambi i brani e la copertina sono tratti dall'LP.

## Formazione
- Roby Facchinetti – tastiere
- Dodi Battaglia - chitarre
- Stefano D'Orazio - batteria
- Red Canzian - basso